# Pascale Gruny
Pascale Gruny, née le 18 février 1960 à Cambrai (Nord), est une femme politique française, membre du parti Les Républicains (LR).
Suppléante de Xavier Bertrand à l'Assemblée nationale, elle est députée de l'Aisne apparentée au groupe UMP de 2004 à 2007, de 2007 à 2009 et de 2010 à 2012. Elle est élue sénatrice de l'Aisne le 28 septembre 2014.

## Biographie

### Carrière politique
Directrice administrative et financière de profession, elle fait son entrée en politique en 1983 en étant élue au conseil municipal d'Offoy (Somme). Elle devient adjointe au maire de cette commune de 1989 à 1995, date à laquelle elle abandonne provisoirement tout mandat politique.
En 2001, elle est à nouveau élue conseillère municipale, mais cette fois à Saint-Quentin, dans le département voisin de l'Aisne, auprès de Pierre André.
Le 16 juin 2002, elle est élue comme suppléante du député de la deuxième circonscription de l'Aisne, Xavier Bertrand, adjoint de Saint-Quentin. Elle siège à l'Assemblée nationale à partir du 1er mai 2004, lorsque celui-ci est nommé au gouvernement. Elle est alors apparentée au groupe UMP. Elle siège jusqu'à la fin de la XIIe législature.
Pour les législatives de 2007, elle est à nouveau élue comme suppléante de Xavier Bertrand. Celui-ci étant nommé au gouvernement le 19 mai 2007, elle siège à nouveau au Palais Bourbon à partir du 20 juillet 2007, pour la XIIIe législature, et s'apparente au groupe UMP.
Le 16 février 2009, Xavier Bertrand reprend sa place à l'Assemblée nationale.
Pour les élections européennes de juin 2009, Pascale Gruny figure en 4e position sur la liste « Majorité présidentielle » conduite par Dominique Riquet. Le 7 juin 2009, Pascale Gruny est élue député européen.
Le 14 décembre 2010, elle retrouve son siège à l'assemblée à la suite de la nomination de Xavier Bertrand au gouvernement. Elle laisse sa place au parlement européen à Philippe Boulland. Elle siège jusqu'à la fin de la XIIIe législature. Pour les législatives de 2012, elle est à nouveau élue comme suppléante de Xavier Bertrand.
Elle est faite chevalier de l'ordre national de la Légion d'honneur le 1er janvier 2013.
Elle est élue le 28 septembre 2014 sénatrice UMP sur la liste d'Antoine Lefèvre (sénateur de l'Aisne).

## Mandats
Sénatrice
- Depuis le 1er octobre 2014 : Sénatrice de l'Aisne

Députée
- 1er mai 2004 - 19 juin 2007 : Députée de la deuxième circonscription de l'Aisne
- 20 juillet 2007 - 16 février 2009 : Députée de la deuxième circonscription de l'Aisne
- 14 décembre 2010 - 19 juin 2012 : Députée de la deuxième circonscription de l'Aisne

Conseillère départementale
- Depuis le 2 avril 2015 : Conseillère départementale du canton de Saint-Quentin-2

Conseiller municipal
- 14 mars 1983 - 19 mars 1989 : Membre du conseil municipal d'Offoy, Somme
- 20 mars 1989 - 18 juin 1995 : Adjointe au maire d'Offoy
- 18 mars 2001 - 16 mars 2008 : Membre du conseil municipal de Saint-Quentin, Aisne

Députée européenne
- Élue le 7 juin 2009 aux élections européennes (quitte son mandat le 14/12/2010).